# Porte de l'Europe
Il Porte de l'Europe è un complesso composto da due torri gemelle della città di Lussemburgo.

## Storia
I lavori di costruzione delle due torri, progettate dallo studio di architettura di Ricardo Bofill, sono durati dal 2002 al 2006.

## Descrizione
Il complesso si trova nel quartiere di Kirchberg di Lussemburgo. Le due torri, separate dall'Avenue John F. Kennedy, sono alte 68 metri.